# Golden Globe 1989
La 46ª edizione della cerimonia di premiazione di Golden Globe si è tenuta il 28 gennaio 1989 al Beverly Hilton Hotel di Beverly Hills, California.
Kyle Aletter, figlia di Lee Meriweather, è stata la Golden Globe Ambassador dell'edizione.

## Premi per il cinema
Vengono di seguito indicati in grassetto i vincitori. Ove ricorrente e disponibile, viene indicato il titolo in lingua italiana e quello in lingua originale tra parentesi.

### Miglior film drammatico
- Rain Man - L'uomo della pioggia (Rain Man), regia di Barry Levinson
- Turista per caso (The Accidental Tourist), regia di Lawrence Kasdan
- Un grido nella notte (A Cry in the Dark), regia di Fred Schepisi
- Gorilla nella nebbia (Gorillas in the Mist: The Story of Dian Fossey), regia di Michael Apted
- Mississippi Burning - Le radici dell'odio (Mississippi Burning), regia di Alan Parker
- Vivere in fuga (Running on Empty), regia di Sidney Lumet
- L'insostenibile leggerezza dell'essere (The Unbearable Lightness of Being), regia di Philip Kaufman

### Miglior film commedia o musicale
- Una donna in carriera (Working Girl), regia di Mike Nichols
- Big (Big), regia di Penny Marshall
- Un pesce di nome Wanda (A Fish Called Wanda), regia di Charles Crichton
- Prima di mezzanotte (Midnight Run), regia di Martin Brest
- Chi ha incastrato Roger Rabbit (Who Framed Roger Rabbit), regia di Robert Zemeckis

### Miglior regista
- Clint Eastwood - Bird (Bird)
- Fred Schepisi - Un grido nella notte (A Cry in the Dark)
- Alan Parker - Mississippi Burning - Le radici dell'odio (Mississippi Burning)
- Barry Levinson - Rain Man - L'uomo della pioggia (Rain Man)
- Sidney Lumet - Vivere in fuga (Running on Empty)
- Mike Nichols - Una donna in carriera (Working Girl)

### Miglior attore in un film drammatico
- Dustin Hoffman - Rain Man - L'uomo della pioggia (Rain Man)
- Forest Whitaker - Bird (Bird)
- Tom Hulce - Nick e Gino (Dominick and Eugene)
- Gene Hackman - Mississippi Burning - Le radici dell'odio (Mississippi Burning)
- Edward James Olmos - La forza della volontà (Stand and Deliver)

### Migliore attrice in un film drammatico
- Jodie Foster - Sotto accusa (The Accused)
- Sigourney Weaver - Gorilla nella nebbia (Gorillas in the Mist: The Story of Dian Fossey)
- Shirley MacLaine - Madame Sousatzka (Madame Sousatzka)
- Meryl Streep - Un grido nella notte (A Cry in the Dark)
- Christine Lahti - Vivere in fuga (Running on Empty)

### Miglior attore in un film commedia o musicale
- Tom Hanks - Big (Big)
- Michael Caine - Due figli di... (Dirty Rotten Scoundrels)
- John Cleese - Un pesce di nome Wanda (A Fish Called Wanda)
- Robert De Niro - Prima di mezzanotte (Midnight Run)
- Bob Hoskins - Chi ha incastrato Roger Rabbit (Who Framed Roger Rabbit)

### Migliore attrice in un film commedia o musicale
- Melanie Griffith - Una donna in carriera (Working Girl)
- Susan Sarandon - Bull Durham - Un gioco a tre mani (Bull Durham)
- Amy Irving - Dall'altro lato della strada (Crossing Delancey)
- Jamie Lee Curtis - Un pesce di nome Wanda (A Fish Called Wanda)
- Michelle Pfeiffer - Una vedova allegra... ma non troppo (Married to the Mob)

### Miglior attore non protagonista
- Martin Landau - Tucker, un uomo e il suo sogno (Tucker: The Man and His Dream)
- Neil Patrick Harris - Il grande cuore di Clara (Clara's Heart)
- Alec Guinness - Little Dorrit (Little Dorrit)
- Raúl Juliá - Il dittatore del Parador in arte Jack  (Moon Over Parador)
- River Phoenix - Vivere in fuga (Running on Empty)
- Lou Diamond Phillips - La forza della volontà (Stand and Deliver)

### Migliore attrice non protagonista
- Sigourney Weaver - Una donna in carriera (Working Girl)
- Diane Venora - Bird (Bird)
- Barbara Hershey - L'ultima tentazione di Cristo (The Last Temptation of Christ)
- Sônia Braga - Il dittatore del Parador in arte Jack  (Moon Over Parador)
- Lena Olin - L'insostenibile leggerezza dell'essere (The Unbearable Lightness of Being)

### Migliore sceneggiatura
- Naomi Foner - Vivere in fuga (Running on Empty)
- Robert Caswell e Fred Schepisi - Un grido nella notte (A Cry in the Dark)
- Chris Gerolmo - Mississippi Burning - Le radici dell'odio (Mississippi Burning)
- Ronald Bass e Barry Morrow - Rain Man - L'uomo della pioggia (Rain Man)
- Kevin Wade - Una donna in carriera (Working Girl)

### Migliore colonna sonora originale
- Maurice Jarre - Gorilla nella nebbia (Gorillas in the Mist: The Story of Dian Fossey)
- John Williams - Turista per caso (The Accidental Tourist)
- Peter Gabriel - L'ultima tentazione di Cristo (The Last Temptation of Christ)
- Gerald Gouriet - Madame Sousatzka (Madame Sousatzka)
- Dave Grusin - Milagro (The Milagro Beanfield War)

### Migliore canzone originale
- "Two Hearts", musica di Lamont Dozier e testo di Phil Collins - Buster (Buster)
- "Let the River Run", musica e testo di Carly Simon - Una donna in carriera (Working Girl)
- "When a Woman Loves a Man", musica e testo di Bernard Hanighen, Gordon Jenkins e John Mercer - Bull Durham - Un gioco a tre mani (Bull Durham)
- "Kokomo", musica e testo di Mike Love, Scott Mackenzie, Terry Melcher e John Phillips - Cocktail (Cocktail)
- "Why Should I Worry?", musica e testo di Lorrin Bates e Skip Scarborough - Oliver & Company (Oliver & Company)
- "Twins", musica di Tom Snow e testo di Dean Pitchford - I gemelli (Twins)

### Miglior film straniero
- Pelle alla conquista del mondo (Pelle erobreren), regia di Bille August (Danimarca)
- Il pranzo di Babette (Babettes gæstebud), regia di Gabriel Axel (Danimarca)
- La notte dei maghi (Hanussen), regia di István Szabó (Ungheria)
- Donne sull'orlo di una crisi di nervi (Mujeres al borde de un ataque de nervios), regia di Pedro Almodóvar (Spagna)
- Salaam Bombay! (Salaam Bombay!), regia di Mira Nair (India)

## Premi per la televisione
Vengono di seguito indicati in grassetto i vincitori. Ove ricorrente e disponibile, viene indicato il titolo in lingua italiana e quello in lingua originale tra parentesi.

### Miglior serie drammatica
- Thirtysomething (Thirtysomething)
- La bella e la bestia (Beauty and the Beast)
- Avvocati a Los Angeles (L.A. Law)
- La signora in giallo (Murder, She Wrote)
- Oltre la legge - L'informatore (Wiseguy)

### Miglior serie commedia o musicale
- Blue Jeans (The Wonder Years)
- Cin cin (Cheers)
- Designing Women (Designing Women)
- Murphy Brown (Murphy Brown)
- Pappa e ciccia (Roseanne)

### Miglior mini-serie o film per la televisione
- Ricordi di guerra (War and Remembrance), regia di Tommy Groszman
- Hemingway (Hemingway), regia di Bernhard Sinkel
- La vera storia di Jack lo squartatore  (Jack the Ripper), regia di David Wickes
- L'assassinio di Mary Phagan (The Murder of Mary Phagan), regia di William Hale
- Il decimo uomo (The Tenth Man), regia di Jack Gold

### Miglior attore in una serie drammatica
- Ron Perlman - La bella e la bestia (Beauty and the Beast)
- Carroll O'Connor - L'Ispettore Tibbs (In the Heat of the Night)
- Corbin Bernsen - Avvocati a Los Angeles (L.A. Law)
- Harry Hamlin - Avvocati a Los Angeles (L.A. Law)
- Ken Wahl - Oltre la legge - L'informatore (Wiseguy)

### Miglior attore in una serie commedia o musicale
- Judd Hirsch - Caro John (Dear John)
- Richard Mulligan - Il cane di papà (Empty Nest)
- Michael J. Fox - Casa Keaton (Family Ties)
- Ted Danson - Cin cin (Cheers)
- John Goodman - Pappa e ciccia (Roseanne)
- Tony Danza - Casalingo Superpiù (Who's the Boss?)

### Miglior attore in una mini-serie o film per la televisione
- Stacy Keach - Hemingway (Hemingway)
- Michael Caine - La vera storia di Jack lo squartatore  (Jack the Ripper)
- Richard Chamberlain - Identità bruciata (The Bourne Identity)
- Jack Lemmon - L'assassinio di Mary Phagan (The Murder of Mary Phagan)
- Anthony Hopkins - Il decimo uomo (The Tenth Man)

### Miglior attrice in una serie drammatica
- Jill Eikenberry - Avvocati a Los Angeles (L.A. Law)
- Linda Hamilton - La bella e la bestia (Beauty and the Beast)
- Sharon Gless - New York New York (Cagney & Lacey)
- Susan Dey - Avvocati a Los Angeles (L.A. Law)
- Angela Lansbury - La signora in giallo (Murder, She Wrote)

### Miglior attrice in una serie commedia o musicale
- Candice Bergen - Murphy Brown (Murphy Brown)
- Beatrice Arthur - Cuori senza età (The Golden Girls)
- Betty White - Cuori senza età (The Golden Girls)
- Roseanne - Pappa e ciccia (Roseanne)
- Tracey Ullman - Tracey Ullman Show (The Tracey Ullman Show)

### Miglior attrice in una mini-serie o film per la televisione
- Ann Jillian - La vera storia di Ann Jillian (The Ann Jillian Story)
- Jane Seymour - Ricordi di guerra (War and Remembrance)
- JoBeth Williams - Baby M (Baby M)
- Vanessa Redgrave - Un uomo per tutte le stagioni (A Man for All Seasons)
- Jane Seymour - The Woman He Loved (The Woman He Loved)

### Miglior attore non protagonista in una serie
- Barry Bostwick - Ricordi di guerra (War and Remembrance)
- John Gielgud - Ricordi di guerra (War and Remembrance)
- Kirk Cameron - Genitori in blue jeans (Growing Pains)
- Larry Drake - Avvocati a Los Angeles (L.A. Law)
- Edward James Olmos - Miami Vice (Miami Vice)
- Armand Assante - La vera storia di Jack lo squartatore  (Jack the Ripper)
- Derek Jacobi - Il decimo uomo (The Tenth Man)

### Miglior attrice non protagonista in una serie
- Katherine Helmond - Casalingo Superpiù (Who's the Boss?)
- Jackée Harry - 227 (227)
- Rhea Perlman - Cin cin (Cheers)
- Susan Ruttan - Avvocati a Los Angeles (L.A. Law)
- Swoosie Kurtz - Baja Oklahoma (Baja Oklahoma)

## Premi onorari
- Golden Globe alla carriera: Doris Day